# Powiat rybnicki
Powiat rybnicki – powiat w województwie śląskim, utworzony w 1999 roku w ramach reformy administracyjnej. Powiat składa się z pięciu gmin położonych w trzech rozłącznych skupieniach wokół miasta Rybnik – siedziby powiatu (niewchodzącego w jego skład).
Według danych z 31 grudnia 2023 roku powiat zamieszkiwało 76 774 osób.

## Położenie
Powiat rybnicki położony jest w południowo-zachodniej Polsce, w południowo-zachodniej części województwa śląskiego i Górnośląskiego Okręgu Przemysłowego (GOP). Historycznie teren powiatu leży na Górnym Śląsku.
Powiat sąsiaduje z miastami na prawach powiatu:
- Rybnik
- Jastrzębie-Zdrój
- Żory

oraz powiatami:
- gliwickim, mikołowskim, raciborskim, wodzisławskim (województwo śląskie)

## Miasta i gminy
W skład powiatu wchodzą:
- gminy miejsko-wiejskie: Czerwionka-Leszczyny
- gminy wiejskie: Gaszowice, Jejkowice, Lyski, Świerklany
- miasta: Czerwionka-Leszczyny

## Demografia

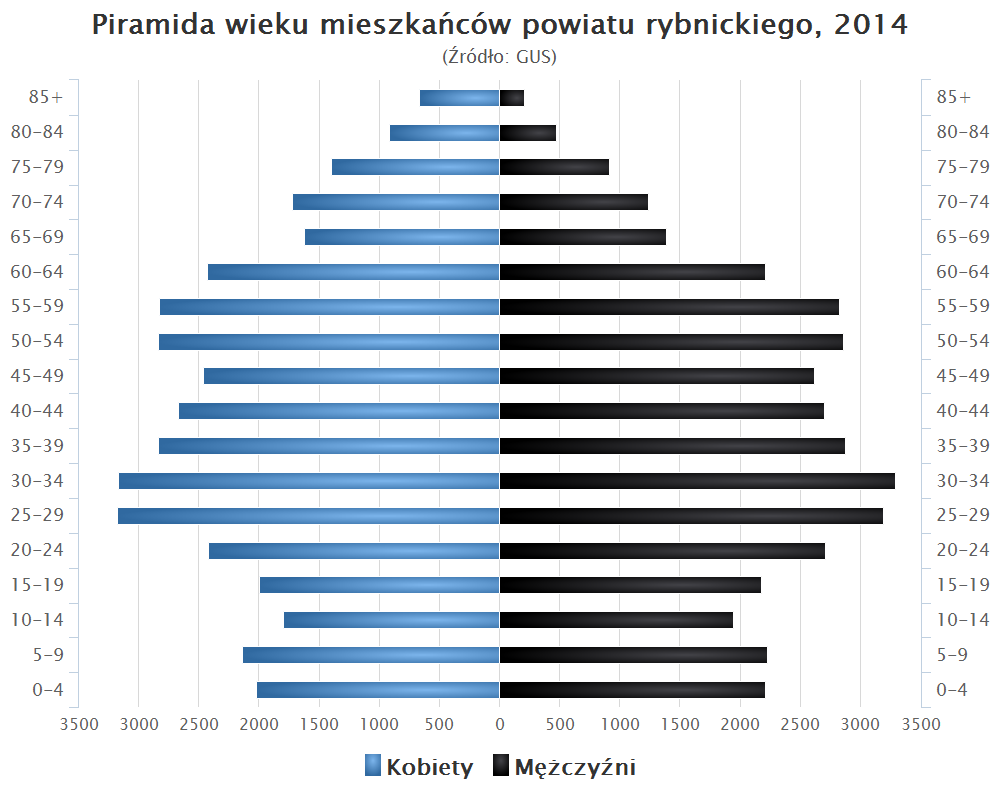
Piramida wieku mieszkańców powiatu rybnickiego w 2014 roku

Liczba ludności (dane z 31 grudnia 2010):
|        | Ogółem | Ogółem | Kobiety | Kobiety | Mężczyźni | Mężczyźni |
| osób   | %      | osób   | %       | osób    | %         |           |
| ------ | ------ | ------ | ------- | ------- | --------- | --------- |
| Ogółem | 74 888 | 100    | 38 100  | 50,88   | 36 788    | 49,12     |
| Miasto | 28 177 | 37,63  | 14 428  | 19,27   | 13 749    | 18,36     |
| Wieś   | 46 711 | 62,37  | 23 672  | 31,61   | 23 039    | 30,76     |

▶Wieś vs ▶miasto
Ogółem (▶k, ▶m)
Miasto (▶k, ▶m)
Wieś (▶k, ▶m)
Ludność w latach:
- 1999 – 74 728
- 2000 – 74 613
- 2001 – 74 621
- 2002 – 72 941
- 2003 – 73 099
- 2004 – 73 439
- 2005 – 73 480
- 2006 – 73 652
- 2007 – 73 806
- 2010 – 74 888
- 2019 – 78 213[3]
- 2023 - 76 774

## Rada Powiatu
| Komitet wyborczy                                | 2002-2006  | 2006-2010 | 2010-2014 | 2014-2018 | 2018-2023 |
| ----------------------------------------------- | ---------- | --------- | --------- | --------- | --------- |
| Sojusz Lewicy Demokratycznej                    | 2 (SLD-UP) | –         | –         | –         | –         |
| Ruch Autonomii Śląska/ Śląska Partia Regionalna | 4          | 4         | 5         | 1         | 2         |
| Ruch Rozwoju Gmin Regionu Rybnickiego           | 7          | 7         | 4         | 6         | 8         |
| Wspólnota Samorządowa Powiatu Rybnickiego       | 6          | –         | –         | –         | –         |
| Prawo i Sprawiedliwość                          | –          | 2         | 1         | 5         | 5         |
| Wspólnota Samorządowa Subregionu                | –          | 6         | 4         | 3         | 3         |
| Platforma Obywatelska                           | –          | –         | 3         | –         | –         |
| Przyjazna Gmina Przyjazny Powiat                | –          | –         | 2         | 2         | –         |
| Wspólnota Śląska Ciosek                         | –          | –         | –         | 2         | 1*        |

*KWW Wspólnota Śląska Ciosek – Razem dla Śląska

## Starostowie

### Okres międzywojenny
- Oskar Krupa (1923)[10]
- Fryderyk Troska (1923–1928)[11]
- Jan Wyglenda (1928–1939)[11]
- Fryderyk Antes (02.1939–09.1939)[12]

### PRL
- Jerzy Biały (1945)[13]
- Paweł Gawlik (1945)[13]
- Rufin Suchoń (1945–1951)[13]
- Paweł Peterek (1951–1957)[13]
- Edmund Grzeganek (1958–1964)[13]
- Maksymilian Miłek (1965–1971)[13]